# Paralabrax clathratus
Paralabrax clathratus är en fiskart som först beskrevs av Girard, 1854.  Paralabrax clathratus ingår i släktet Paralabrax och familjen havsabborrfiskar. IUCN kategoriserar arten globalt som livskraftig. Inga underarter finns listade i Catalogue of Life.